# Яковлево (Тюменская область)
Яковлево — село в Заводоуковском районе Тюменской области. В рамках организации местного самоуправления находится в Заводоуковском городском округе.

## Название
Имело историческое именование деревня Яковлева.

## География
Деревня находится в южной части Тюменской области, в лесостепной зоне, в пределах Западно-Сибирской равнины, на северном берегу озера Щучьего, на расстоянии примерно 14 км (по прямой) к северо-востоку от города Заводоуковск, административного центра округа.

### Климат
Климат резко континентальный с суровой холодной зимой и коротким жарким летом. Средняя температура воздуха самого тёплого месяца (июля) составляет 17,7 °C (абсолютный максимум — 40 °C); самого холодного (января) — −18,2 °C (абсолютный минимум — −52 °C). Продолжительность безморозного периода около 109 дней. Среднегодовое количество атмосферных осадков составляет 478 мм, из которых 342 мм выпадает в период с мая по октябрь

## История
До упразднения уездно-губернского деления входило в состав Заводоуковской волости Ялуторовского уезда Тобольской губернии. По данным на 1926 год деревня Яковлева состояла из 132 хозяйств. В административном отношении являлась центром Яковлевского сельсовета Ялуторовского района Тюменского округа Уральской области.

## Население
| 2010 |
| ---- |
| 199  |

По данным переписи 1926 года в деревне проживало 573 человека (266 мужчины и 307 женщин), в том числе: русские составляли 18 % населения, зыряне — 78 %.

## Инфраструктура
Личное подсобное хозяйство с зоной сельскохозяйственного использования, индивидуальная застройка усадебного типа.
Основа экономики — сельское хозяйство. Действует животноводческий комплекс.
ФАП Яковлево. Яковлевский сельский клуб.

## Транспорт
Автобусное сообщение с райцентром. Остановки общественного транспорта «Яковлево», «Сады Яковлево».